# Seznam českých muzeí
Toto je seznam českých muzeí a muzejních institucí, které se nalézají na území České republiky.

## Středočeský kraj

### Galerie
- Galerie Melantrich v Rožďalovicích
- Lidická galerie
- Městská galerie Beroun

## Jihočeský kraj

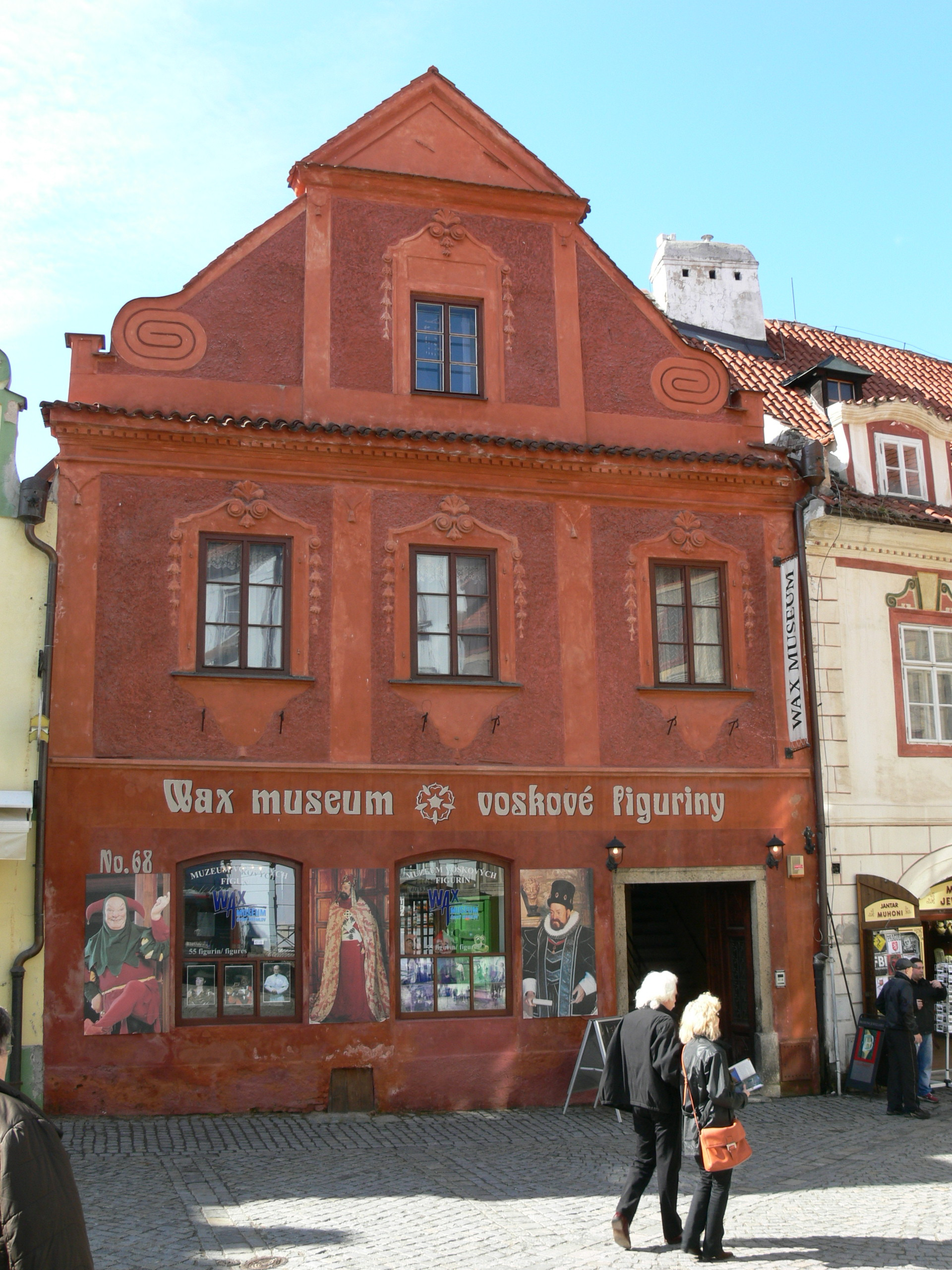
Muzeum voskových figurín v Českém Krumlově

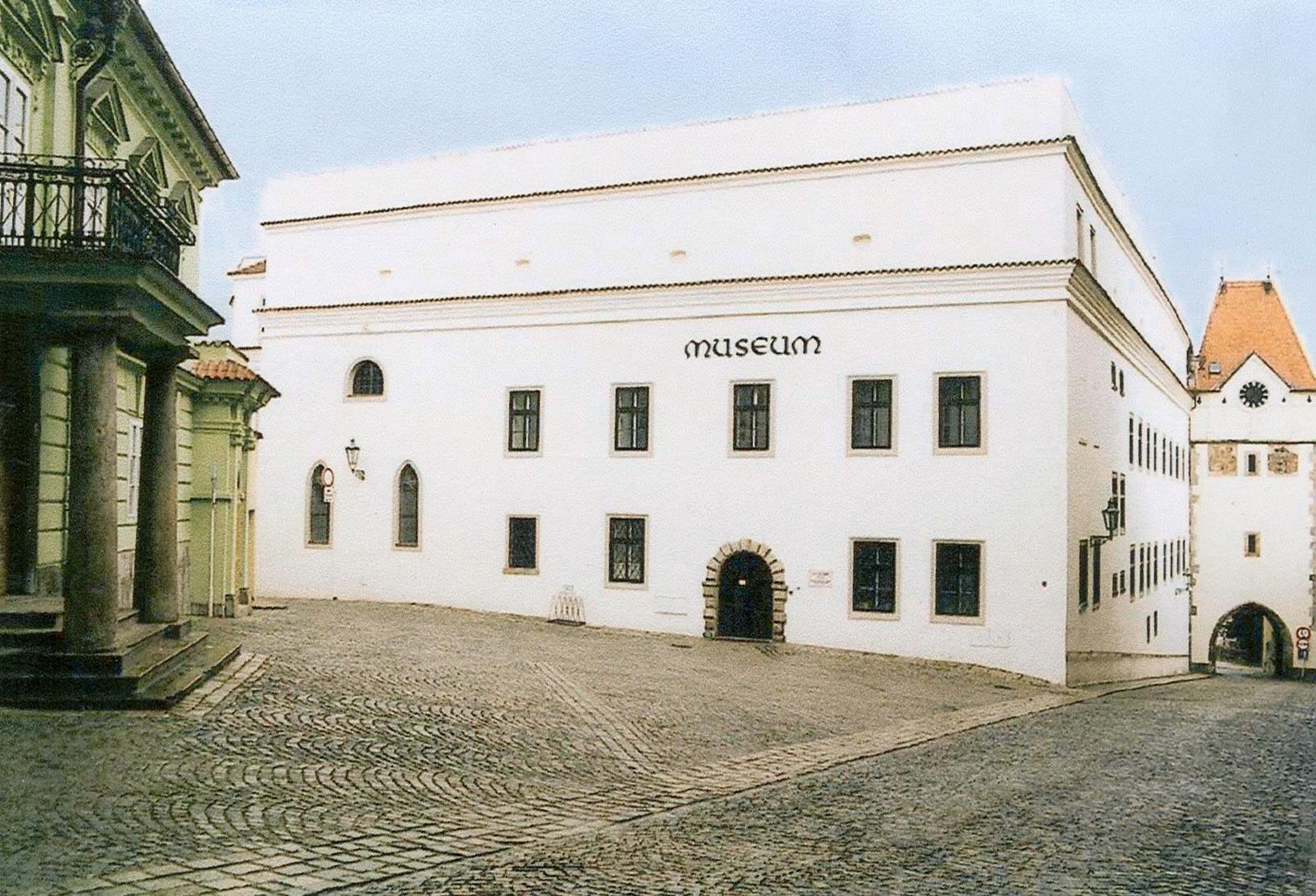
Budova muzea v Jindřichově Hradci

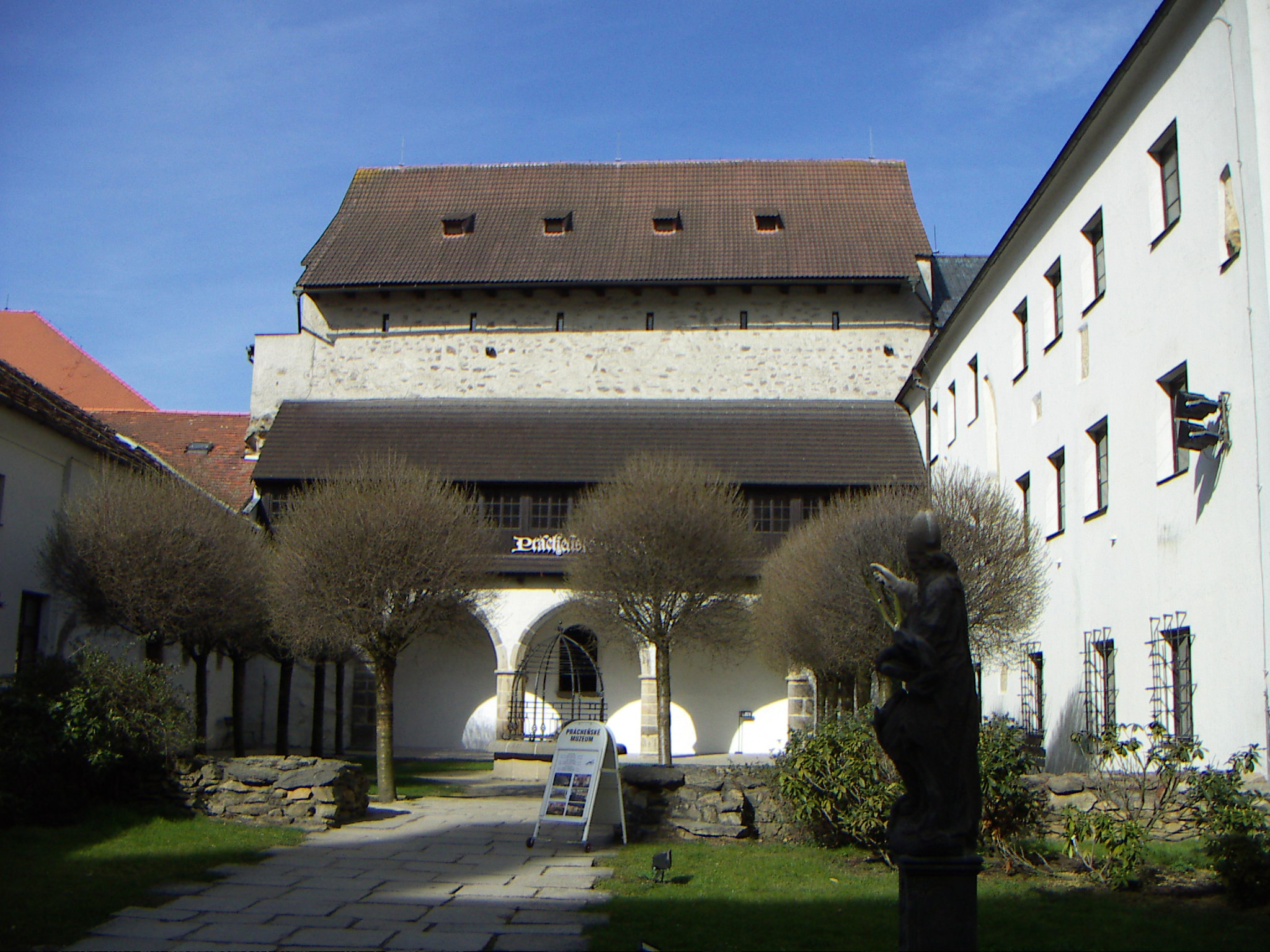
Nádvoří Prácheňského muzea v Písku

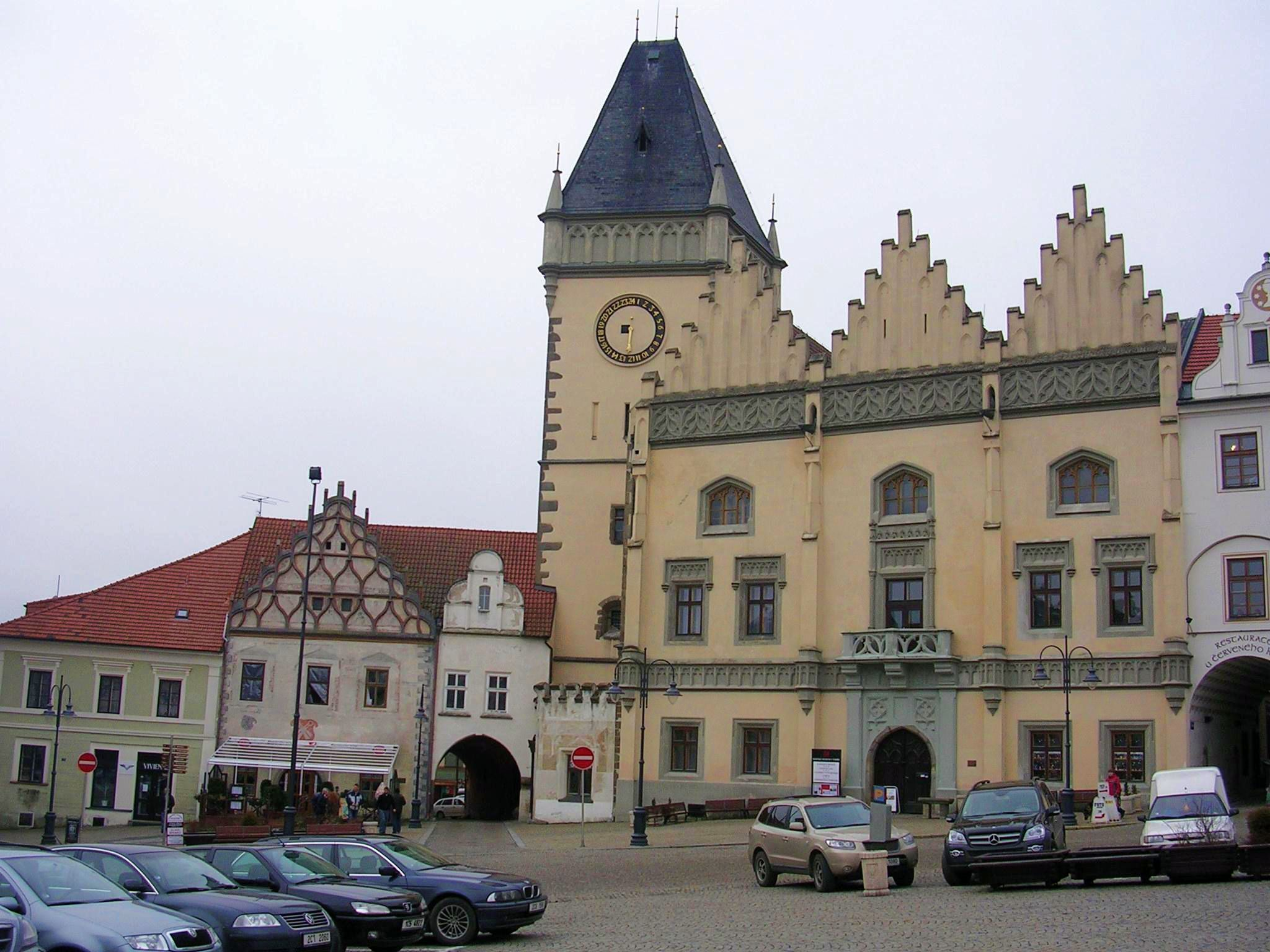
Husitské muzeum v Táboře sídlí v budově staré radnice

- Alšova jihočeská galerie v Hluboké nad Vltavou
  - Mezinárodní muzeum keramiky AJG v Bechyni
- Archeopark Netolice
- Blatská kovárna Záluží
- Budvar muzeum
- Dům Františka Bílka v Chýnově
- Egon Schiele Art Centrum v Českém Krumlově
  - Domek Egona Schieleho v Českém Krumlově
- Grafitový důl v Českém Krumlově
- Hasičské muzeum Bechyně
- Hornické muzeum Rudolfov
- Husitské muzeum v Táboře
  - Bechyňská brána v Táboře
  - Blatské muzeum v Soběslavi
    - Smrčkův dům
    - Rožmberský dům

  - Blatské muzeum ve Veselí nad Lužnicí
    - Weisův dům

  - Kotnov
  - Památník dr. Edvarda Beneše, prezidenta republiky v Sezimově Ústí
  - Stará táborská radnice
  - Pomník Jana Žižky z Trocnova
- Jihočeské motocyklové muzeum v Českých Budějovicích
- Jihočeské muzeum v Českých Budějovicích
  - Muzeum koněspřežky v Českých Budějovicích
  - Památník Jana Žižky z Trocnova
  - tvrz Žumberk u Nových Hradů
- Klášterní muzeum Borovany
- Kovářské muzeum v Moravči
- Letecké muzeum Deštná
- Letecké muzeum Viléma Götha v Dačicích
- Loutkářské muzeum Záluží
- Městské muzeum Bechyně
- Městské muzeum Blatná
- Městské muzeum Slavonice
- Městské muzeum Týn nad Vltavou
- Městské muzeum Volary
- Městské muzeum Volyně
- Městské muzeum a galerie Dačice
- Městské muzeum a galerie Vodňany
  - Synagoga ve Vodňanech
- Milevské muzeum
- Milevský klášter
- Muzeum betlémů Zábrdí
- Muzeum české loutky a cirkusu v Prachaticích (pobočka Národního muzea)

- Muzeum československé armády 1938 v Jindřichově Hradci

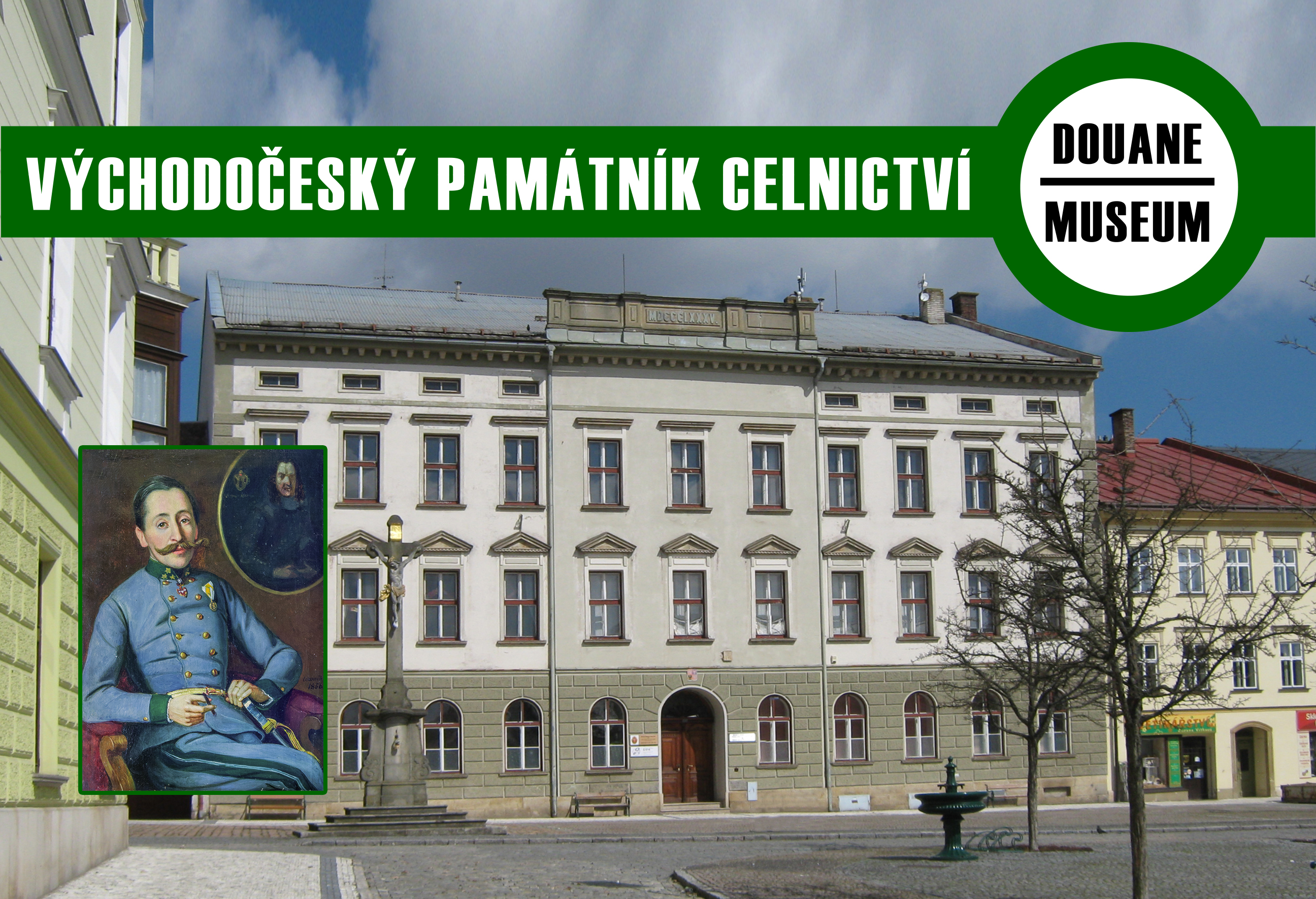
Východočeský památník celnictví - Velké náměstí v Králíkách

- Muzeum československého opevnění Klášter
- Muzeum energetiky v Českých Budějovicích
- Muzeum Fotoateliér Seidel v Českém Krumlově
- Muzeum fotografie a moderních obrazových médií v Jindřichově Hradci
- Muzeum fotografie Šechtl a Voseček v Táboře
- Muzeum Františka Miroslava Čapka v Lišově
- Muzeum hamernictví u Trhových Svinů
- Muzeum historických hracích strojů v Lišově
- Muzeum historických motocyklů v Českém Krumlově
- Muzeum historických vozidel a českého venkova v Pořežanech u Týna nad Vltavou
- Muzeum hrdelního soudnictví na hradě Rožmberk
- Muzeum Jindřichohradecka
  - Dům gobelínů v Jindřichově Hradci
  - Kostel sv. Jana Křtitele s klášterem minoritů v Jindřichově Hradci
  - Městská vyhlídková věž v Jindřichově Hradci
- Muzeum Josefa Siblíka v Blatné
- Muzeum JUDr. Otakara Kudrny v Netolicích
- Muzeum koněspřežné dráhy v Bujanově
- Muzeum lesnictví, myslivosti a rybářství v Hluboké nad Vltavou (pobočka Národního zemědělského muzea)
- Muzeum Malenice
- Muzeum marionet v Českém Krumlově
- Muzeum milevských maškar
- Muzeum motorových kol Horní Radouň
- Muzeum Novohradských hor v Horní Stropnici
- Muzeum osvětlování města Písek
- Muzeum paličkované krajky v Prachaticích
- Muzeum pivovarnictví (Dům U Lichviců) v Táboře
- Muzeum při Správě národního parku a chráněné krajinné oblasti Šumava ve Vimperku
- Muzeum radiopřijímačů v Hořicích na Šumavě
- Muzeum Roubenka v Římově (Římovské mašinky)
- Muzeum selského statku Volenice
- Muzeum Schwarzenberského plavebního kanálu ve Chvalšinách
- Muzeum starých hudebních přístrojů v Lišově
- Muzeum středního Pootaví ve Strakonicích
  - Středověký vodní mlýn Hoslovice
- Muzeum Synagoga Vodňany
- Muzeum tkalcovství ve Strmilově
- Muzeum tortury v Českém Krumlově
- Muzeum turistiky v Bechyni
- Muzeum veteránů v Nové Bystřici
- Muzeum Vladimíra Preclíka v Bechyni
- Muzeum vltavínů v Českém Krumlově
- Muzeum vojenských, historických a válečných vozidel v Ledenicích
- Muzeum voskových figurín Český Krumlov
- Národní muzeum fotografie v Jindřichově Hradci
- Obchodní a kupecké muzeum v Českém Krumlově
- Památník Adalberta Stiftera v Horní Plané
- Památník Mikoláše Alše a Matěje Kopeckého v Miroticích
- Památník Mistra Jana Husa v Husinci
- Památník Mladovožicka v Mladé Vožici
- Památník Richarda Laudy v Jistebnici
- Pamětní síň pašijových her v Hořicích na Šumavě
- Pamětní síň Petra Chelčického v Chelčicích
- Pevnostní areál Slavonice
  - Muzeum 20. století ve Slavonicích
- Pohádkový dům v Českém Krumlově
- Poštovní muzeum Vyšší Brod (pobočka Poštovního muzea v Praze)
- Pošumavské hasičské muzeum ve Stachách
- Prachatické muzeum
- Prácheňské muzeum v Písku
  - Památník Adolfa Heyduka v Písku
  - Památník města Protivína
- Provaznické muzeum Karla Klika v Deštné
- Regionální muzeum Český Krumlov
- Regionální úzkokolejné muzeum Nová Bystřice
- Sklářské muzeum Lenora
- Sladovna Písek
- Soukromý pohraniční skanzen Borovany
- Stálá expozice historie Kvildy a Bučiny
- Školní muzeum Strýčice
- Umělecká tkalcovna a muzeum Strmilov
- Vesnické muzeum Kojákovice
- Vimperské muzeum
- Vorařské muzeum v Purkarci
- Zoologické muzeum Protivín

### Galerie
- Alšova jihočeská galerie v Hluboké nad Vltavou
  - Alšova jihočeská galerie (pobočka Bechyně)
  - Wortnerův dům v Českých Budějovicích
- Dům fotografie v Českém Krumlově
- Galerie Na dvorku v Českých Budějovicích
- Galerie Na Ostrově v Českém Krumlově
- Galerie Vodárenská věž v Táboře
- Mezinárodní galerie umění a galerie české kultury v Českém Krumlově
- R. galerie v Českém Krumlově

## Olomoucký kraj
- Arcibiskupský palác v Olomouci
- Arcidiecézní muzeum Olomouc
- Arboretum Bílá Lhota
- Auto moto veterán muzeum v České Vsi
- Expozice času ve Šternberku
- Farní muzeum Zábřeh
- Hanácké muzeum v Cholině
- Hanácké muzeum v přírodě v Příkazech
- Hornický skanzen Zlaté Hory
  - Zlatorudné mlýny
- Letecké muzeum Olomouc - Neředín
- Lovecko-lesnické muzeum Úsov
- Městské muzeum Javorník
- Městské muzeum Kojetín
- Městské muzeum Zlaté Hory
- Městské muzeum a galerie Hranice
  - Synagoga v Hranicích
  - Výstavní síň Stará radnice v Hranicích
- Muzeum a galerie v Prostějově
  - Špalíček v Prostějově
- Muzeum Mohelnice
- Muzeum A. C. Stojana v Beňově
- Muzeum filmů Zdeňka a Jana Svěrákových na zámku v Čechách pod Kosířem
- Muzeum kočárů v Čechách pod Kosířem
- Muzeum Komenského v Přerově
  - Hrad Helfštýn u Týna nad Bečvou
  - Ornitologická stanice Muzea Komenského v Přerově
- Muzeum Litovel
- Muzeum moderního umění v Olomouci
- Muzeum Olomoucké pevnosti
- Muzeum olomouckých tvarůžků v Lošticích
- Muzeum ořezávátek v Cholině
- Muzeum papíru ve Velkých Losinách
- Muzeum silnic ve Vikýřovicích u Šumperka
- Muzeum U Vodní branky v Uničově
- Muzeum vězeňství v Uničově
- Muzeum židovské komunity v Tovačově
- Obecní hasičské muzeum v Čechách pod Kosířem
- Památník Adolfa Kašpara v Lošticích
- Památník obce Cholina
- Pamětní síň Petra Bezruče v Kostelci na Hané (Červený domek)
- Pivovarské muzeum Hanušovice
- První a jediné soukromé muzeum harmonik v Litovli
- Vesnické muzeum Střelice
- Veteran Arena Olomouc
- Vlastivědné muzeum Jesenicka v Jeseníku
  - Rodný dům Vincence Priessnitze v Jeseníku
- Vlastivědné muzeum v Olomouci
- Vlastivědné muzeum v Šumperku
  - Klášterní kostel Zvěstování Panny Marie v Šumperku
  - Památník Adolfa Kašpara v Lošticích
  - Vlastivědné muzeum Mohelnice
  - Vlastivědné muzeum Zábřeh
- Zámecké muzeum Tovačov
- Zemědělský skanzen U Havlíčků v Rapotíně
  - Veteran muzeum v Rapotíně

### Galerie
- Galerie Caesar
- Muzeum umění Olomouc

## Plzeňský kraj
- Draženovský špýchar v Draženově

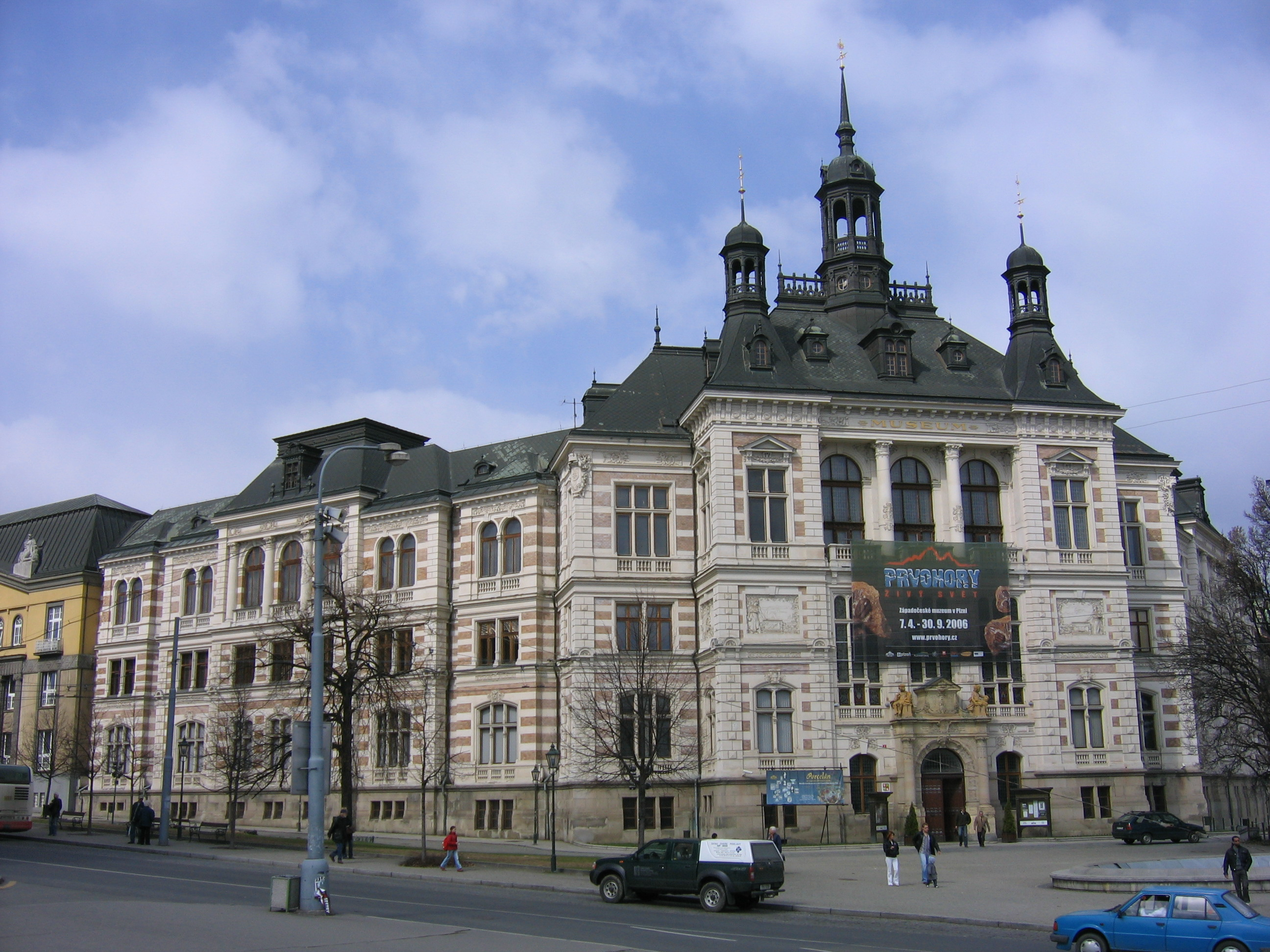
Západočeské muzeum v Plzni

- Dům historie Přešticka v Přešticích
- Expozice veteránů Zelenohorská pošta v Nepomuku
- Expozice požární ochrany ve Zbirohu
- Expozice venkovského nářadí ve Svéradicích
- Hasičské muzeum Postřekov
- Hasičské muzeum Sedlec
- Hornické muzeum Štola v Plané
- Hornický skanzen Stříbro
- Interaktivní sklářské muzeum v Rajsku u Annína
- Kovářské muzeum ve Velharticích
- Městské muzeum a galerie Nepomuk
- Městské muzeum Dr. E. Beneše v Kožlanech
- Městské muzeum Horažďovice
- Městské muzeum Stříbro
- Městské muzeum Zbiroh
  - Muzeum Josefa Václava Sládka ve Zbirohu
- Muzeum a galerie severního Plzeňska v Mariánské Týnici
- Muzeum Air park ve Zruči
- Muzeum Českého lesa v Tachově
- Muzeum drezín v Čachrově
- Muzeum Františka Křižíka v Plánici
- Muzeum Františka Pravdy v Hrádku
- Muzeum historické hasičské techniky v Konstantinových Lázních
- Muzeum historických motocyklů Kašperské Hory
  - Muzeum historických motocyklů Železná Ruda
- Muzeum historie a přádelnictví ve Kdyni
- Muzeum Horní Bříza
- Muzeum hornictví Velhartice
- Muzeum Hory Matky Boží
- Muzeum Chodska v Domažlicích
  - Galerie bratří Špillarů v Domažlicích
  - Chodský hrad
  - Muzeum Jindřicha Jindřicha v Domažlicích
- Muzeum Jindřicha Šimona Baara v Klenčí pod Čerchovem
- Muzeum jižního Plzeňska v Blovicích
- Muzeum Josefa Dobrovského v Chudenicích
- Muzeum Josefa Hyláka v Radnicích
- Muzeum Kasejovice
- Muzeum Královského hvozdu v Nýrsku
- Muzeum Lamberská stezka v Žihobcích
- Muzeum lehkého opevnění Annín
- Muzeum motocyklů Kašperské Hory
  - Expozice české hračky v Kašperských Horách
- Muzeum motocyklů Železná Ruda
  - Expozice loutek v Železné Rudě
- Muzeum mlynářství ve Velkých Hydčicích
- Muzeum příhraničí ve Kdyni
  - Synagoga ve Kdyni
- Muzeum seismometrie v Červené v Kašperských Horách
- Muzeum sportu v Plzni-Lochotíně
- Muzeum strašidel Plzeň
- Muzeum Středních Brd ve Strašicích
- Muzeum Škoda Plzeň
- Muzeum šumavského pivovarnictví v Dešenicích
- Muzeum Šumavy v Sušici
  - Muzeum Šumavy (pobočka Kašperské Hory)
  - Muzeum Šumavy (pobočka Železná Ruda)
- Muzeum techniky a řemesel v Kolovči
- Muzeum Západočeských keramických závodů v Horní Bříze
- Muzeum železné opony Rozvadov
- Muzeum železnice Bezdružice
- Pamětní síň Jana Sladkého Koziny v Újezdě u Domažlic
- Patton Memorial Pilsen (Pamětní muzeum americké armády 1945)
- Pivovarské muzeum Chodovar Chodová Planá
- Pivovarské muzeum Oselce
- Pivovarské muzeum Plzeň
- Pivovarské muzeum Železná Ruda
- Rodný dům Augustina Němejce v Nepomuku
- Soukromé muzeum šumavských minerálů ve Velharticích
- Svatojánské muzeum v Nepomuku
- Techmania Science Center v Plzni
- Vlastivědné muzeum Dr. Hostaše v Klatovech
  - Barokní lékárna U Bílého jednorožce v Klatovech
  - Expozice lidové architektury v Chanovicích
- Vodní elektrárna Čeňkova pila u Srní
- Vojenské muzeum na demarkační linii v Rokycanech
- Západočeské muzeum v Plzni
  - Muzeum církevního umění Plzeňské diecéze
  - Muzeum Dr. Bohuslava Horáka v Rokycanech
  - Muzeum Dr. Šimona Adlera v Dobré Vodě u Hartmanic
  - Muzeum loutek Plzeň
  - Národopisné muzeum Plzeňska v Plzni
  - Vodní hamr Dobřív
    - Pamětní síň Jindřicha Mošny v Dobřívi
- Zlatý čas v Halži

### Galerie
- Galerie Horažďovice
- Galerie Klatovy / Klenová
  - Galerie U Bílého jednorožce v Klatovech
- Galerie Muzea Šumavy v Kašperských Horách
- Západočeská galerie v Plzni
  - Výstavní síň Masné krámy v Plzni
  - Výstavní síň 13 v Plzni

## Liberecký kraj
- Ajeto Art Glass Muzeum v Novém Boru
- Eduard Held muzeum v Zákupech
- Expozice Současný šperk na SUPŠ a VOŠ Turnov
- Hasičské historické muzeum Nový Oldřichov
- Hornické muzeum Harrachov
- IQpark Science Centre v Liberci
- Jizerskohorské technické muzeum v Bílém Potoce
- Kittelovo muzeum na Krásné u Pěnčína
- Kovářské muzeum v Liberci
- Krkonošské muzeum Vrchlabí
  - Krkonošské muzeum Jilemnice
  - Lesnická a myslivecká expozice Šindelka v Harrachově
  - Památník zapadlých vlastenců v Pasekách nad Jizerou
- Lidové stavby v Pertolticích
- Lyžařské muzeum Harrachov
- Městské muzeum Frýdlant
- Městské muzeum Chrastava
  - Führichův dům v Chrastavě
- Městské muzeum Mimoň
- Městské muzeum Nové Město pod Smrkem
- Městské muzeum Rovensko pod Troskami
- Městské muzeum Železný Brod
  - Národopisná expozice Běliště v Železném Brodě
- Městské muzeum a galerie Lomnice nad Popelkou
- Minimuzeum másla a chleba v Bílém Kostele nad Nisou
- Muzeum a galerie DETESK v Železném Brodě
- Muzeum a galerie Starý kravín v Rokytnici nad Jizerou
- Muzeum a Pojizerská galerie v Semilech
- Muzeum Českého ráje v Turnově
  - Dlaskův statek v Dolánkách
- Muzeum Československé armády v Plavech
- Muzeum Čtyřlístek v Doksech
- Muzeum historické hasičské techniky Chrastava
- Muzeum Jizerských hor v Kořenově
- Muzeum krkonošských řemesel v Poniklé
- Muzeum místní historie Smržovka
- Muzeum obrněné techniky ve Smržovce
- Muzeum panenek Smržovka
- Muzeum panenek a medvídků v Troskovicích
- Muzeum přírodovědy ve Smržovce
- Muzeum skla Harrachov
- Muzeum skla a bižuterie v Jablonci nad Nisou
  - Galerie Belveder v Jablonci nad Nisou
  - Památník sklářství v Jizerských horách v Kristiánově
- Muzeum výroby energie ve Velkých Hamrech
- Muzeum zemědělské techniky Pěnčínska v Pěnčíně
- Muzeum života venkovského obyvatelstva před průmyslovou revolucí v Jindřichovicích pod Smrkem
- Památník Jana Amose Komenského v Horní Branné
- Podještědské muzeum v Českém Dubu
- Riedlova vila v Desné v Jizerských horách
- Rodný dům Ferdinanda Porscheho ve Vratislavicích na Nisou
- Severočeské muzeum v Liberci
- Ski muzeum v Harrachově
- Sklářské muzeum Kamenický Šenov
- Sklářské muzeum Nový Bor
- Technické muzeum Liberec
- Vlastivědné muzeum a galerie v České Lípě
  - Červený dům v České Lípě
  - Památník Karla Hynka Máchy v Doksech
  - Šatlava v České Lípě
  - Vísecká rychta v Kravařích
- Vlastivědné muzeum pro Vysoké nad Jizerou a okolí
- Vodní hrad Lipý v České Lípě
- Železniční expozice Jablonné v Podještědí
- Železniční muzeum Frýdlantských okresních drah

### Galerie
- Galerie Františka Ringo Čecha RINGOLAND ve Starých Splavech
- Galerie sochaře Hrachy v Záhoří
- Maloskalská galerie Josefa Jíry v Malé Skále
- Oblastní galerie v Liberci

## Královéhradecký kraj
- Auto-moto muzeum V.I.T.V.A.R. v Nové Pace
- České farmaceutické muzeum na Kuksu
- Domek Boženy Němcové v Červeném Kostelci
- Expozice výroby železa ve Skuhrově nad Bělou
- Františkánský klášter v Hostinném
- Fričovo muzeum v Lázních Bělohrad
- Hornický skanzen Žacléř
- Hrad a zámek Staré Hrady
- Krkonošské muzeum Vrchlabí
- Literární archiv, expozice Památníku národního písemnictví ve Starých Hradech
- Vlastivědné muzeum Dobruška
  - Radnice v Dobrušce
  - Rodný domek Františka Vladislava Heka v Dobrušce
- Městské muzeum ve Dvoře Králové nad Labem
  - Expozice textilního tisku
- Městské muzeum a galerie Hořice
  - Masarykova věž samostatnosti u Chlumu u Hořic
- Městské muzeum v Jaroměři
  - Pevnost Josefov – podzemní chodby, lapidárium
  - Muzeum v josefovské radnici
  - První vojenskohistorické muzeum M. Frosta v Josefově
  - Wenkeův dům v Jaroměři
- Městské muzeum Loreta v Chlumci nad Cidlinou
- Městské muzeum Nová Paka
  - Klenotnice drahých kamenů v Nové Pace
  - Suchardův dům v Nové Pace
- Městské muzeum Nové Město nad Metují
  - Městská galerie Zázvorka v Novém Městě nad Metují
- Městské muzeum Nový Bydžov
- Městské muzeum Pecka
- Městské muzeum Rtyně v Podkrkonoší
- Městské muzeum Žacléř
- Městské muzeum a galerie Julie W. Mezerové v Úpici
  - Dřevěnka
- Vlastivědné muzeum a galerie v Železnici
- Moto Muzeum Šestajovice
- Muzejní expozice sdělovací a zabezpečovací techniky v Hradci Králové
- Muzeum a galerie Orlických hor v Rychnově nad Kněžnou
  - Orlická galerie v Rychnově nad Kněžnou
  - Památník Karla Plachetky
  - Památník Karla Poláčka v Rychnově nad Kněžnou
  - Muzeum krajky Vamberk
- Muzeum Boženy Němcové v České Skalici
  - Barunčina škola v České Skalici
- Muzeum bratří Čapků v Malých Svatoňovicích
- Muzeum Broumovska v Broumově
- Muzeum českého amatérského divadla v Miletíně
- Muzeum Četnická stanice v Chlumci nad Cidlinou
- Muzeum hraček v Rychnově nad Kněžnou
- Muzeum magie v Jaroměři

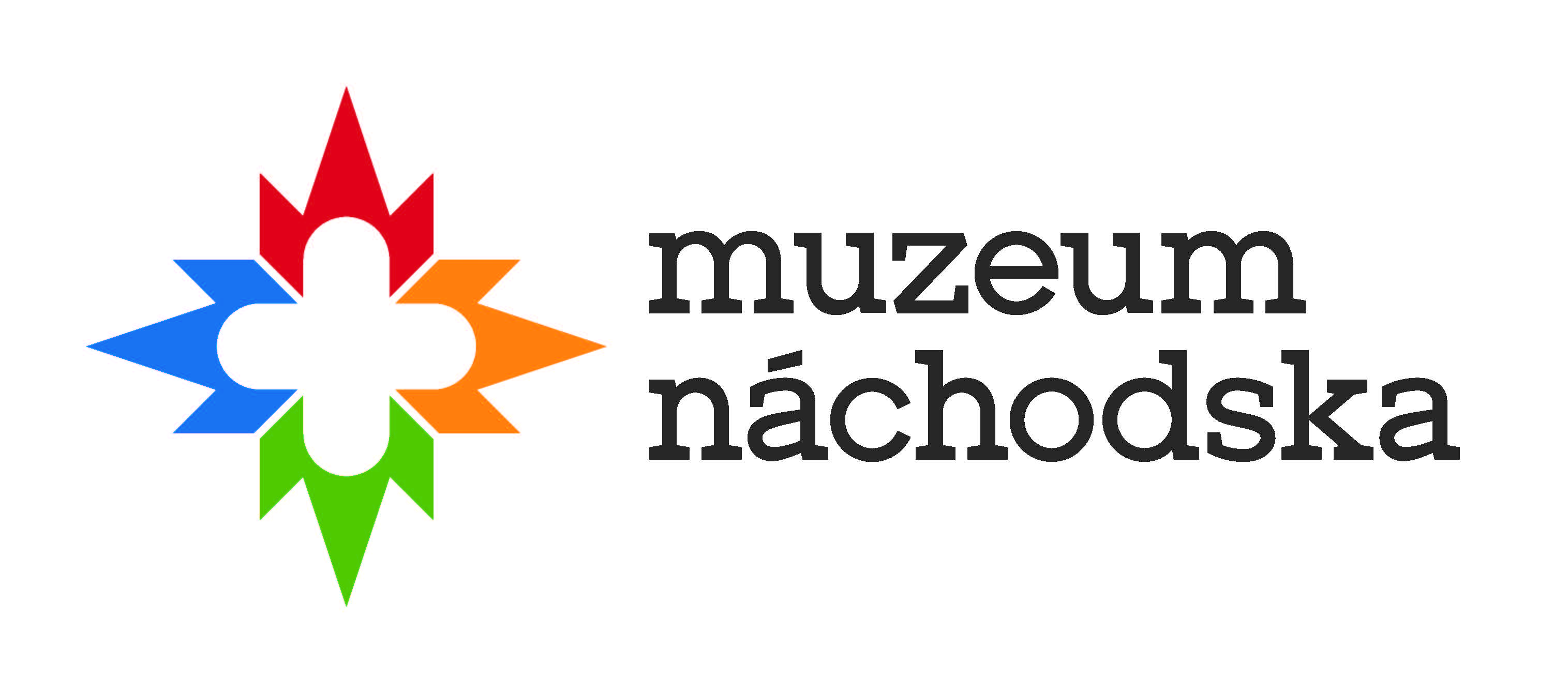
Muzeum Náchodska: logo

- Muzeum Náchodska: logoMuzeum Náchodska (do 2017 Regionální muzeum Náchod)
  - Boučkův dům (Náchod)
  - Výstavní síň Muzea Náchodska v Náchodě
  - Pevnost Dobrošov
  - Muzeum města Police nad Metují (klášter)
  - Dřevěnka
  - Rodný dům Aloise Jiráska v Hronově
  - Jiráskovo městské muzeum v Hronově
- Muzeum papírových modelů v Polici nad Metují
- Muzeum Podkrkonoší v Trutnově
- Muzeum Podzemí Krkonoš v Černém Dole
- Muzeum přírody Český ráj v Prachově
- Muzeum stavebnice Merkur v Polici nad Metují
- Muzeum textilu v České Skalici (pobočka Uměleckoprůmyslového muzea v Praze)
- Muzeum Vápenka u Horních Albeřic

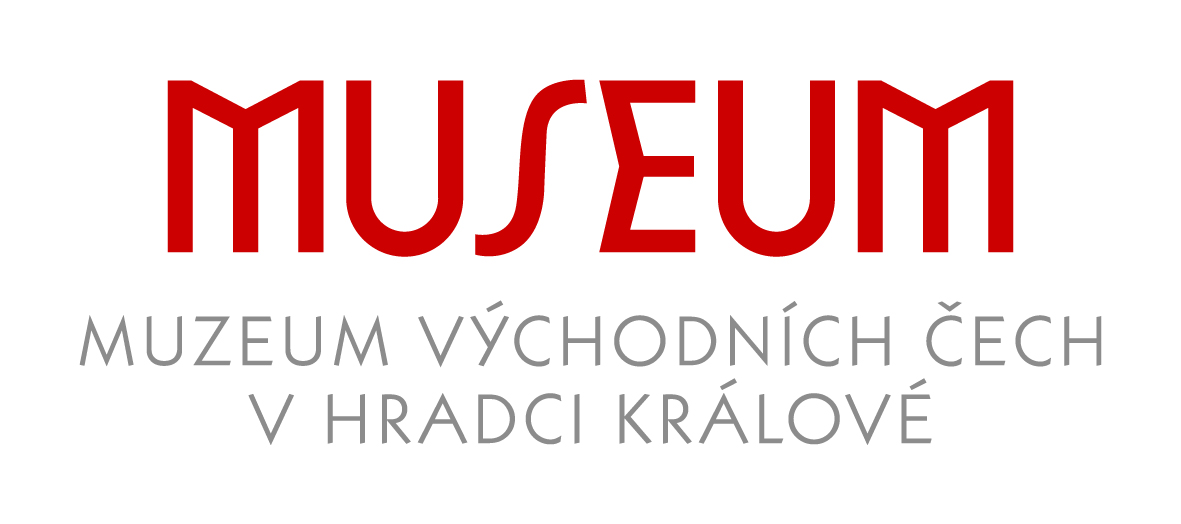
Muzeum východních Čech: logo

- Muzeum východních Čech: logoMuzeum východních Čech v Hradci Králové
  - Historická budova Muzea východních Čech
  - Památník bitvy 1866 na Chlumu
- Muzeum zimních sportů, turistiky a řemesel v Deštném v Orlických horách
- Památník Františka Kavana v Libuni
- Památník Františka Škroupa v Osici
- Památník Jana Amose Komenského v Bílé Třemešné
- Památník Karla Jaromíra Erbena v Miletíně
- Památník Karla Václava Raise v Lázních Bělohrad
- Pamětní síň Jana Amose Komenského v Bílé Třemešné
- Podorlický skanzen Krňovice
- První vojensko-historické muzeum v Jaroměři
- Old Racing Collection ve Dvoře Králové nad Labem
- Regionální muzeum a galerie v Jičíně (Muzeum hry)
- Rentzovo muzeum barokního tisku na Kuksu
- Rodný dům Václava Hanky v Hořiněvsi
- Rumcajsova ševcovna v Jičíně
- Stará papírna – Čapkův mlýn v Hronově
- Strašidla zemí České koruny v Náchodě
- Sýpka – muzeum Orlických hor v Rokytnici v Orlických horách
- Třebechovické muzeum betlémů v Třebechovicích pod Orebem
- Tvrz Hanička u Rokytnice v Orlických horách
- Vojenské muzeum Malé Svatoňovice
- Vojenské muzeum Stachelberg u Babího
- Zahrádkářské muzeum v Hradci Králové
- Železniční muzeum výtopna Jaroměř

### Galerie
- Galerie antického umění v Hostinném
- Galerie města Trutnov
  - Fotogalerie města Trutnova
- Galerie moderního umění Hradec Králové
- Galerie plastik Hořice
- Galerie Pravěk očima Zdeňka Buriana v Safari Parku Dvůr Králové
- Galerie výtvarného umění v Náchodě
- Kavánova galerie v Libuni

## Pardubický kraj
- Africké muzeum Dr. Emila Holuba v Holicích v Čechách
- Boii v Nasavrkách
- Brtounova chalupa v Bystrém u Poličky
- Hippologické muzeum ve Slatiňanech
- Hornické muzeum Jevíčko
- Hrad Košumberk
- Kabinet ex libris v Chrudimi (pobočka Památníku národního písemnictví v Praze)
- Letecké muzeum Jana Kašpara v Kuněticích
- Městské muzeum Česká Třebová
  - Chaloupka M. Švabinského v Kozlově u České Třebové
  - Rotunda sv. Kateřiny v České Třebové
- Městské muzeum a galerie Hlinsko
  - Pamětní síň rodiny Adámků v Hlinsku
- Městské muzeum Chrast
- Městské muzeum Jevíčko
- Městské muzeum Králíky
- Městské muzeum Lanškroun
- Městské muzeum Letohrad
  - Muzeum a světnička Járy Cimrmana v Letohradě
- Městské muzeum Moravská Třebová
  - Zámek Moravská Třebová
- Městské muzeum a galerie Polička
  - Centrum Bohuslava Martinů v Poličce
  - Městská galerie Polička
  - Městské gotické opevnění Poličky
  - Rodná světnička Bohuslava Martinů v Poličce
- Městské muzeum Skuteč
  - Pamětní síň V. J. Tomáška ve Skutči
- Městské muzeum a galerie Svitavy
- Městské muzeum Ústí nad Orlicí
- Městské muzeum Žamberk
  - Domek Prokopa Diviše v Žamberku
- Muzeum barokních soch v Chrudimi
- Muzeum cyklistiky v Nových Hradech
- Muzeum českého karosářství ve Vysokém Mýtě
- Muzeum československého opevnění u Těchonína
  - Dělostřelecká tvrz Hůrka u Králíků
- Muzeum čs. opevnění z let 1935-38, Pěchotní srub K-S 14 "U cihelny" v Králíkách
  - Památník obětem internace v Králíkách
  - Východočeský památník celnictví v Králíkách
- Muzeum dýmek v Proseči
- Muzeum esperanta ve Svitavách
- Muzeum fara Křenov
- Muzeum Josefa Váchala (Portmoneum) v Litomyšli
- Muzeum kuriozit a fotografií v Poličce
- Muzeum loutkářských kultur v Chrudimi
- Muzeum perníku a pohádek v Rábech
- Muzeum restaurování v Červené věži v Litomyšli
  - Školní muzeum restaurování a historických technologií v Litomyšli
- Muzeum řemesel Nový Dvůr v Letohradě
- Muzeum starých strojů a technologií v Žamberku
- Muzeum v přírodě Vysočina
  - expozice památkové rezervace Betlém ve městě Hlinsko
  - expozice vesnice Veselý Kopec v obci Vysočina
  - vodní hamr a mlýnice ve Svobodných Hamrech
- Orlické muzeum v Chocni
- Pamětní síň Jana Amose Komenského v Brandýse nad Orlicí
- Pietní území Ležáky
- Průmyslové muzeum Mladějov
- Regionální muzeum v Chrudimi
- Regionální muzeum v Litomyšli
  - Rodný byt Bedřicha Smetany v Litomyšli
- Regionální muzeum ve Vysokém Mýtě
  - Pražská brána
  - Barokní areál Vraclav
- Vojenské historickotechnické muzeum v Těchoníně
- Vojenské muzeum Králíky v Prostřední Lipce
- Východočeské muzeum v Pardubicích
- Výstavní síň v Jablonném nad Orlicí
- Zámek Choltice
- Železniční muzeum Rosice nad Labem

### Galerie
- Galerie Antonína Chittussiho v Ronově nad Doubravou
- Galerie umělecké fotografie v Moravské Třebové
- Gallery Cyrany v Heřmanově Městci
- Městská galerie Litomyšl
  - Dům U Rytířů v Litomyšli
  - Městská obrazárna Litomyšl
- Městská galerie Třemošnice
- Východočeská galerie v Pardubicích
  - Dům U Jonáše v Pardubicích

## Ústecký kraj
- Collegium Bohemicum v Ústí nad Labem
- Dům Českého Švýcarska v Krásné Lípě
- Elektrotechnické muzeum v Zubrnicích
- Hasičské muzeum Krupka
- Hornické muzeum Hrob
- Hornické muzeum Jiřetín pod Jedlovou
- Chmelařské muzeum v Žatci
- Jiříkovské muzejní provizorium
- Lapidárium zaniklých obcí Doupovských hor nad Vintířovem
- Městské muzeum Duchcov
- Městské muzeum Chabařovice
- Městské muzeum Jiříkov
- Městské muzeum Kadaň
  - Expozice na Kadaňském hradě
  - Expozice Tajemství Bílé věže v Kadani
- Muzejní expozice sdělovací a zabezpečovací techniky v Hradci Králové
  - Železniční stanice Děčín – stavědlo 15
- Muzeum a galerie U Svatého Huberta v Benešově nad Ploučnicí
- Muzeum čarodějnic v Kadani
- Muzeum českého granátu v Třebenicích
- Muzeum českého porcelánu v Klášterci nad Ohří
- Muzeum Českého Švýcarska v zámečku Sokolí hnízdo u Hřenska
- Muzeum koncentračního tábora podzemní letecké továrny Rabštejn
- Muzeum Krásná Lípa
- Muzeum Křišťálový dotek v Terezíně
- Muzeum La Grace v Terezíně
- Muzeum lehkého opevnění vz. 36 Ústí nad Labem - Hostovice
- Muzeum letecké bitvy nad Krušnohořím 11. 9. 1944 v Kovářské
- Muzeum Liběšicka
- Muzeum města Ústí nad Labem
- Muzeum modelové železnice v Trmicích
- Muzeum moderního umění v Lounech
  - Pamětní síň E. Filly v Peruci
- Muzeum nožířské tradice v Mikulášovicích
- Muzeum starožitných hodin v Klášterci nad Ohří
- Muzeum Volyňských Čechů v Podbořanech
- Novoveské muzeum v Nové Vsi v Horách
- Oblastní muzeum Děčín
  - Muzejní expozice na děčínském zámku
  - Muzeum Rumburk
  - Městské muzeum Varnsdorf
- Oblastní muzeum Chomutov
  - Muzejní expozice na chomutovské radnici
  - Dům Jiřího Popela
- Oblastní muzeum Litoměřice
  - Máchova světnička v Litoměřicích
  - Jandovo muzeum v Budyni nad Ohří
- Oblastní muzeum Louny
  - Archeoskanzen Březno
  - Zámek Nový Hrad
- Oblastní muzeum v Mostě
- Památník českého státu v Roudnici nad Labem
- Památník obětem II. světové války v Mostě
- Památník Terezín
  - Magdeburská kasárna v Terezíně
  - Malá pevnost Terezín
  - Muzeum ghetta Terezín
- Podkrušnohorské technické muzeum v Mostě
- Podřipské muzeum v Roudnici nad Labem
- Regionální muzeum K. A. Polánka v Žatci
  - Křížova vila v Žatci
- Regionální muzeum v Teplicích
  - Archeologický depozitář Teplice
  - Muzeum Krupka
- Skanzen lidové architektury Zubrnice
- Soukromé muzeum kávových mlýnků v Chabařovicích
- Společnost Podřipského muzea
  - Rodný dům Josefa Hory v Dobříni u Roudnice nad Labem
- Stálá muzejní expozice Ulriky von Levetzow v Třebívlicích
- Železniční muzeum Křimov
- Železniční muzeum Zubrnice
  - Parní vodárna Střekov v Ústí nad Labem[1]

### Galerie
- Galerie Benedikta Rejta v Lounech
- Galerie Jirkov
- Galerie Josefa Lieslera v Kadani
- Galerie kraslic v Libotenicích
- Galerie moderního umění v Roudnici nad Labem
- Galerie výtvarného umění v Mostě
- Severočeská galerie výtvarného umění v Litoměřicích
  - Bývalý jezuitský kostel Zvěstování Panny Marie v Litoměřicích
  - Galerie a muzeum litoměřické diecéze v Litoměřicích

## Karlovarský kraj
- Auto moto muzeum ve Františkových Lázních
- Boheminium v Mariánských Lázních
- Jan Becher Museum v Karlových Varech
- Geofyzikální muzeum ve Skalné
- Manský dvůr poblíž Dolního Žandova
- Mattoni Muzeum v Kyselce
- Městské muzeum Františkovy Lázně
  - Expozice Dějiny Země v pavilonu u NPR SOOS
  - Muzejní expozice na hradě Seeberg
- Městské muzeum Mariánské Lázně
- Motýlí dům Žírovice
- Muzeum Aš
- Muzeum hasičské techniky ve Skalné
- Muzeum historických motocyklů Bečov nad Teplou
  - Expozice České hračky v Bečově nad Teplou
- Muzeum hudebních nástrojů v Lubech
- Muzeum Horní Slavkov
- Muzeum Cheb
  - Chebský hrad
  - Chebský hrázděný statek v Milíkově
- Muzeum Karlovy Vary
  - Královská mincovna v Jáchymově
  - Muzeum Horní Blatná
  - Muzeum Nejdek
  - Muzeum Žlutice
- Muzeum knižní vazby v Lokti
- Muzeum Kraslické dráhy
- Muzeum obce Prameny
- Muzeum porcelánu Haas & Czjzek v Chebu
- Muzeum Sokolov
  - Hornické muzeum Krásno
  - Hornické muzeum Jáchymov
- Muzeum Techniky Sokolov
- Muzeum Vánoc v Doubí u Karlových Varů
- Památník Fryderyka Chopina v Mariánských Lázních
- Premonstrátský klášter Teplá - expozice Muzea III. odboje v Příbrami
- Retromuseum v Chebu
- Skanzen Doubrava v Lipové
- Sklářské muzeum Moser v Karlových Varech-Dvorech
- Vlastivědné muzeum Boží Dar

### Galerie
- Galerie umění Karlovy Vary
  - Letohrádek Ostrov
- Galerie výtvarného umění v Chebu
  - Klášterní kostel sv. Kláry v Chebu
- Zámecká věž v Karlových Varech

## Moravskoslezský kraj

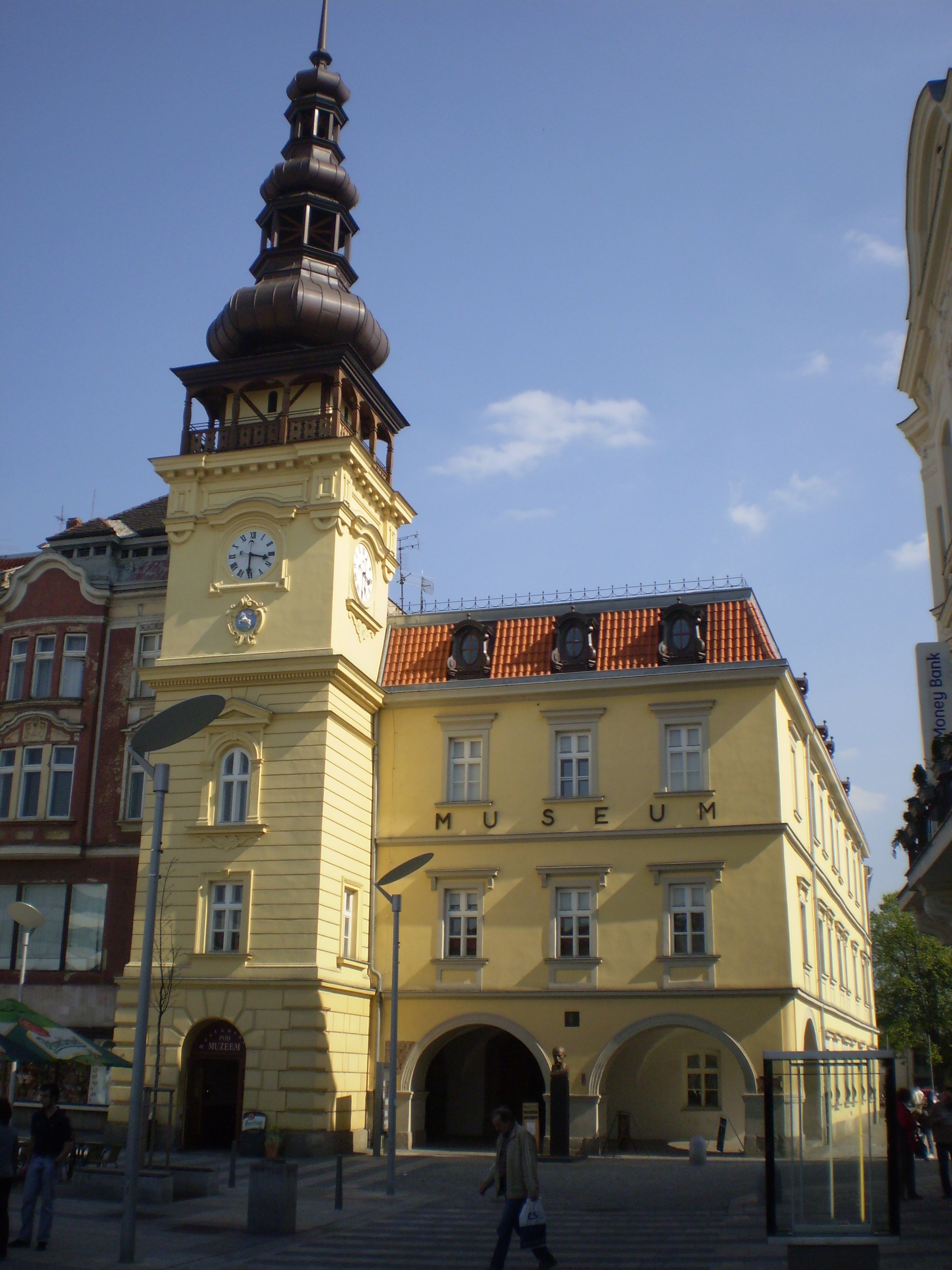
Ostravské muzeum v budově staré radnice

- Bolatický skanzen lidových tradic a řemesel
- Citerárium v Ostravě
- Důl Paskov u Staříče
- Hasičské muzeum města Ostravy
- Hornické muzeum Landek Park v Ostravě
- Klub vojenské historie Opava
- Městské muzeum Krnov
- Městské muzeum Rýmařov
- Městské muzeum Vítkov
- Městské muzeum a galerie Hradec nad Moravicí
- MiniMuzeum města Andělská Hora
- Muzeum a památník Jiřího Třanovského
- Muzeum Albrechtičky
- Muzeum Beskyd ve Frýdku-Místku
- Muzeum Bruntál
  - Hrad Sovinec
  - Kosárna Karlovice
  - Zámek Bruntál
- Muzeum břidlice v Budišově nad Budišovkou
- Muzeum generála Laudona v Novém Jičíně
- Muzeum Hlučínska v Hlučíně
- Muzeum Jantarové stezky v Ostravě
- Muzeum Kapličkový vrch v Malé Morávce
- Muzeum Lašská jizba v Sedlištích
- Muzeum městyse Suchdol nad Odrou
  - Muzeum Moravských bratří v Suchdole nad Odrou
- Muzeum Mlejn v Ostravě
- Muzeum Novojičínska v Novém Jičíně
  - Kostel sv. Josefa při Kapucínském klášteře ve Fulneku
  - Centrum tradičních technologií Příbor
  - Muzeum Bílovec
  - Muzeum Frenštát pod Radhoštěm
  - Muzeum Klimkovice
  - Muzeum Štramberk
  - Památník Františka Palackého v Hodslavicích
  - Památník Jana Amose Komenského ve Fulneku
  - Památník Johanna Gregora Mendela v Hynčicích
  - Zámek Kunín
- Muzeum Oderska v Odrách
- Muzeum panenek Štramberk
- Muzeum Těšínska v Českém Těšíně
  - Archeopark Chotěbuz – Podobora
  - Kotulova dřevěnka v Havířově
  - Památník Životické tragédie v Životicích u Havířova
  - Technické muzeum Petřvald
  - Výstavní síň Jablunkov
  - Výstavní síň Karviná
  - Výstavní síň Musaion v Havířově
  - Výstavní síň Muzea Těšínska
  - Výstavní síň Orlová
- Muzeum Třineckých železáren a města Třince
- Muzeum Turistických známek v Janovicích u Rýmařova
- Muzeum vystěhovalectví v Lichnově
- Muzeum Zdeňka Buriana ve Štramberku
- Ostravské muzeum
- Památník bratří Strnadlů a Jana Knebla v Trojanovicích
- Památník Josefa Kaluse v Čeladné
- Památník Leoše Janáčka v Hukvaldech
- Památník Vojtěcha Martínka v Brušperku
- Podnikové muzeum ŽDB v Bohumíně
- Průmyslové muzeum v Ostravě
- Regionální muzeum v Kopřivnici
  - Lašské muzeum v Kopřivnici
  - Muzeum Fojtství v Kopřivnici
  - Technické muzeum Tatra v Kopřivnici
    - Expozice Dany a Emila Zátopkových v Kopřivnici
- Rodný dům Sigmunda Freuda v Příboře
- Sbírka vozidel MHD Dopravního podniku Ostrava
- Skalické muzeum
- Skanzen Malé Hoštice
- Slezské zemské muzeum v Opavě
  - Arboretum Nový Dvůr
  - Areál čs. opevnění Hlučín-Darkovičky
  - Historická výstavní budova v Opavě
  - Müllerův dům v Opavě
  - Národní památník II. světové války v Hrabyni
  - Památník Petra Bezruče v Opavě
  - Palác Razumovských v Opavě
  - Srub Petra Bezruče v Ostravici
- Šenovské muzeum
- Vagonářské muzeum ve Studénce
- Výstaviště Černá louka v Ostravě
  - Areál MINIUNI v Ostravě
  - Pohádkový sklep strašidel v Ostravě
  - Slezskoostravský hrad
- Zámecké muzeum Kravaře ve Slezsku

### Galerie
- Galerie Karla Svolinského v Kunčicích pod Ondřejníkem
- Galerie výtvarného umění v Ostravě
- Lottyhaus v Karviné-Fryštátě (expozice Národní galerie v Praze)

## Jihomoravský kraj

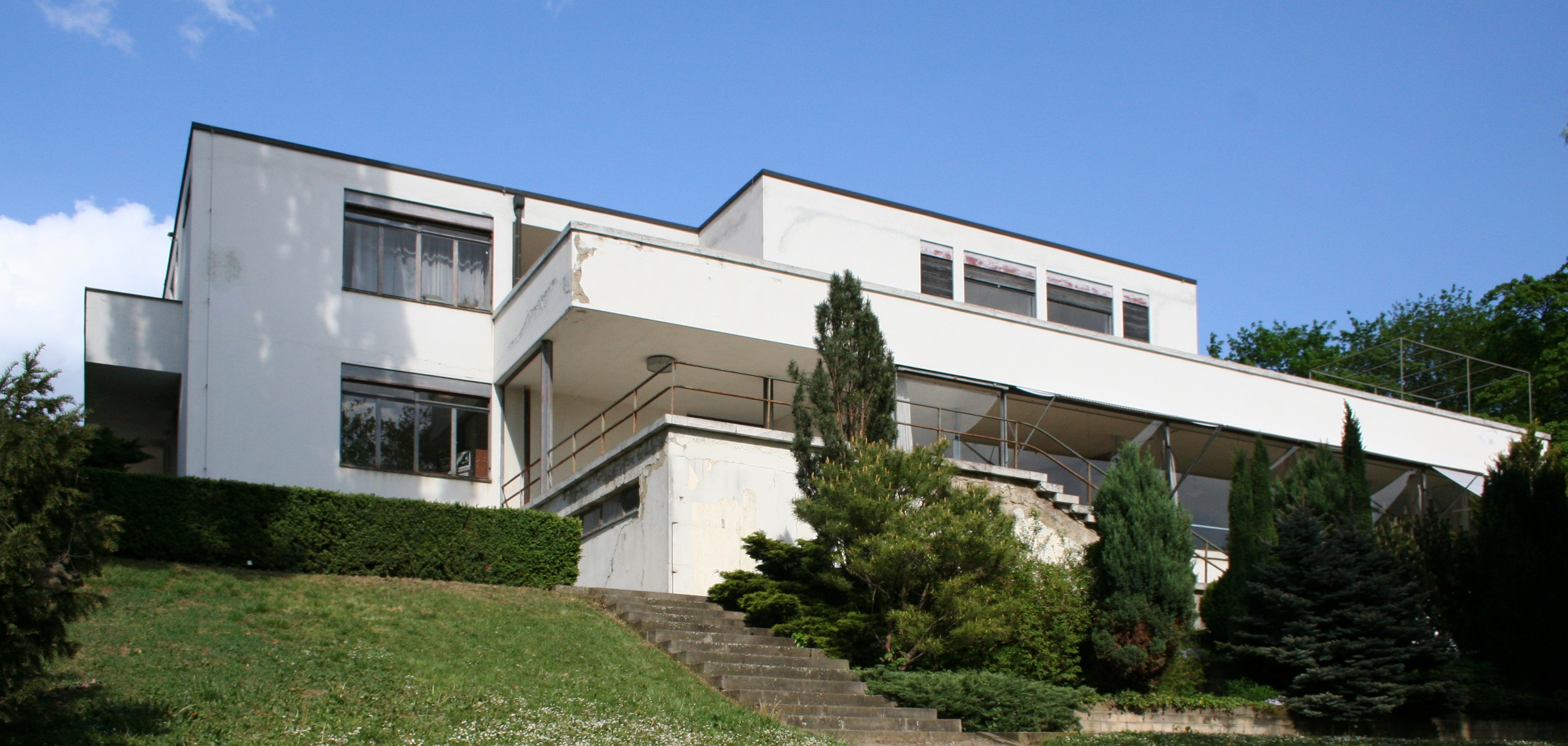
Vila Tugendhat

- Areál československého opevnění Šatov
  - Pěchotní srub MJ-S 3 „Zahrada“ u Šatova
- Brněnské podzemí
  - Mincmistrovský sklep v Brně
  - Labyrint pod Zelným trhem
  - Brněnská kostnice
- Centrum dějin literatury v Brně – Medlánkách
- Diecézní muzeum v Brně v Brně
  - Muzeum sakrálního umění v Brně
- DinoPark Vyškov
- Domek Tomáše Garrigue Masaryka v Čejkovicích
- Dům přírody Moravského krasu na Skalním mlýně u Blanska
- Geopark Turold u Mikulova
- Jeskyně Blanických rytířů u Rudky u Kunštátu
- Jihomoravské muzeum ve Znojmě
  - Cornštejn
  - Dům umění ve Znojmě
  - Památník Prokopa Diviše v Příměticích
  - Rotunda sv. Kateřiny ve Znojmě
  - Znojemský hrad
- Kostelní muzeum ve Švábenicích
- Mahenův památník v Brně
- Masarykovo muzeum v Hodoníně
  - Městské muzeum Veselí nad Moravou
  - Slovanské hradiště Mikulčice
  - Vlastivědné muzeum v Kyjově
- Mendelovo muzeum Masarykovy univerzity v Brně
- Městské muzeum Klobouky u Brna
- Městské muzeum Strážnice
- Městské muzeum a galerie Břeclav
  - Lichtenštejnský palác v Břeclavi
  - Synagoga v Břeclavi
  - Zámeček Pohansko
- Městské muzeum a galerie Hustopeče
- Městské muzeum a galerie Knížecí dům v Moravském Krumlově
- Městské vlastivědné muzeum Velké Bílovice
- Military muzeum generála Sergěje Jana Ingra ve Vlkoši
- Minimuzeum československého opevnění 1935–1938 v Olbramovicích
- Moravská galerie v Brně
  - Jurkovičova vila v Brně
  - Uměleckoprůmyslové muzeum v Brně
- Moravské kartografické centrum ve Velkých Opatovicích (pobočka Národního technického muzea)
- Moravské zemské muzeum v Brně
  - Anthropos v Brně
  - Biskupský dvůr v Brně
  - Centrum kulturních dějin 20. století v Brně
  - Dětské muzeum v Brně
  - Dietrichštejnský palác v Brně
  - Etnografické muzeum v Brně
  - Mendelianum v Brně
  - Palác šlechtičen v Brně
  - Památník Leoše Janáčka v Brně
  - Starý zámek v Jevišovicích
  - Zámek Budišov
  - Centrum slovanské archeologie v Uherském Hradišti
  - Dům Jiřího Gruši v Brně – Medlánkách
- Muzejní spolek v Lužicích
- Muzeum a archiv populární hudby v Brně
- Muzeum Blansko
- Muzeum Boskovicka v Boskovicích
  - Expozice Historické zemědělské stroje v Boskovicích
  - Synagoga v Boskovicích
- Muzeum Brněnska
  - Mohyla míru u obce Prace
  - Muzeum Ivančice
  - Muzeum Šlapanice
  - Porta coeli v Předklášteří u Tišnova
  - Památník písemnictví na Moravě v Rajhradě
  - Podhorácké muzeum v Předklášteří u Tišnova
  - Vila Löw-Beer v Brně
- Muzeum cyklistiky v Boskovštejně
- Muzeum československého opevnění Pohansko
- Muzeum - Dům u Peroutků v Kořenci
- Muzeum generálporučíka Františka Peřiny v Morkůvkách
- Muzeum Horní Smržov
- Muzeum historických vozidel v Olešnici
- Muzeum Kořenec
- Muzeum hraček Lednice
- Muzeum lehkého opevnění na Pohansku
- Muzeum loutek v Brně
- Muzeum lidových tradic v Kořenci
- Muzeum města Brna
  - Muzeum hraček v Brně
  - Špilberk
  - Vila Tugendhat
- Muzeum města Modřice
- Muzeum města Tišnova
- Muzeum motocyklů Lesná
- Muzeum motocyklů a Veteransalon v Lesné u Znojma
- Muzeum naftového dobývání a geologie v Hodoníně
- Muzeum obce Kobylí
- Muzeum obce Žarošice
- Muzeum olomučanské keramiky v Olomučanech
- Muzeum oskoruší ve Tvarožné Lhotě
- Muzeum osobností a lidových tradic ve Vnorovech
- Muzeum perleťářství a tradičního bydlení v Senetářově
- Muzeum průmyslových železnic v Brně
- Muzeum průmyslových železnic ve Zbýšově
- Muzeum romské kultury v Brně
  - Památník holokaustu Romů a Sintů na Moravě v Hodoníně u Kunštátu
  - Památník holokaustu Romů a Sintů v Čechách v Letech u Písku
- Muzeum řemesla mlynářského ve Veverské Bítýšce
- Muzeum strašidel v Olešnici
- Muzeum Starý kvartýr v Lužicích
- Muzeum Tomáše Edvarda Müllera v Bohdalicích
- Muzeum T. G. Masaryka v Čejkovicích
- Muzeum města Letovice
  - Příběh letovické krajky- expozice
- Muzeum větrný mlýn v Rudici
- Muzeum vinařství a venkova v Terezíně
- Muzeum vinařství, zahradnictví a krajiny ve Valticích (pobočka Národního zemědělského muzea)
- Muzeum vojenské techniky ARMY PARK v Ořechově u Brna
- Muzeum Vyškovska ve Vyškově
  - Muzeum Bučovice
- Muzeum zemědělských strojů Hoštice-Heroltice
- Muzeum železné opony ve Valticích
- Nadace Letecké historické společnosti Vyškov
- Národní ústav lidové kultury ve Strážnici
  - Muzeum vesnice jihovýchodní Moravy ve Strážnici
- Naše muzeum v Hradčanech u Tišnova
- Památník akademika Koldy v Doubravníku
- Památník Alfonse Muchy v Ivančicích
  - Stálá expozice Vladimíra Menšíka v Ivančicích
- Památník Jana Amose Komenského v Žeravicích
- Památník města Velké Opatovice
  - Moravské kartografické centrum ve Velkých Opatovicích
- Památník Pohádky máje v Ostrovačicích
- Regionální muzeum v Mikulově
  - Expozice Věk lovců a mamutů v Dolních Věstonicích
  - Památník bratří Mrštíků v Divákách
  - Synagoga v Mikulově
- Rodný dům Charlese Sealsfielda v Popicích
- Technické muzeum v Brně
  - Depozitář městské hromadné dopravy v Brně
  - Kovárna v Těšanech
  - Stará huť u Adamova
  - Větrný mlýn Kuželov
  - Vodní mlýn ve Slupi
  - Objekt stálého těžkého opevnění (STO) MJ-S 3 „Zahrada“ Šatov
  - Areál vojenských kasáren v Brně-Řečkovicích
  - Areál městské hromadné dopravy Brno-Líšeň
  - Konzervátorské dílny a depozitář Brno-Židenice
  - Celnice Chvalovice-Hatě
  - Areál Letiště v Brně-Černovicích
- Uměleckoprůmyslové muzeum v Brně
- Včelařské muzeum v Rosicích
- Vesnické muzeum Lanžhot
- VIDA! science centrum v Brně
- Vlastivědné muzeum města Velké Bílovice
- Vlastivědné muzeum Švábenice
- Vojenské a letecké muzeum ve Vyškově
- Vrbasovo muzeum Ždánice
- Vrbecké muzeum Dr. Práška ve Hrubé Vrbce
- Zámek Slavkov u Brna

### Galerie
- Brněnské Angelikum
- Dům umění města Brna
- Eat Art Gallery
- Fait Gallery
- Galerie 77
- Galerie ad astra
- Galerie Ars
- Galerie Ambrosiana
- Galerie Aspekt
- Galerie AZu
- Galerie D
- Galerie Domino
- Galerie G99
- Galerie Chagall
- Galerie Joži Uprky v Uherském Hradišti
  - Stálá expozice malířů Slovácka ve Veselí nad Moravou
- Galerie Kabinet
- Galerie Kaplička
- Galerie Konvent
- Galerie Mathias
- Galerie města Blanska
- Galerie Orlovna
- Galerie Rudolfa Březy v Podolí u Brna
- Galerie T23
- Galerie výtvarného umění v Hodoníně
- Galerie Závodný
- Galerie z ruky
- Galerie Žlutá ponorka
- Jamborův dům
- Městská galerie Panský dvůr
- Moravská galerie v Brně
  - Jurkovičova vila v Brně
  - Místodržitelský palác v Brně
  - Pražákův palác v brně
  - Uměleckoprůmyslové muzeum v Brně
  - Depozitář Řečkovice

## Zlínský kraj

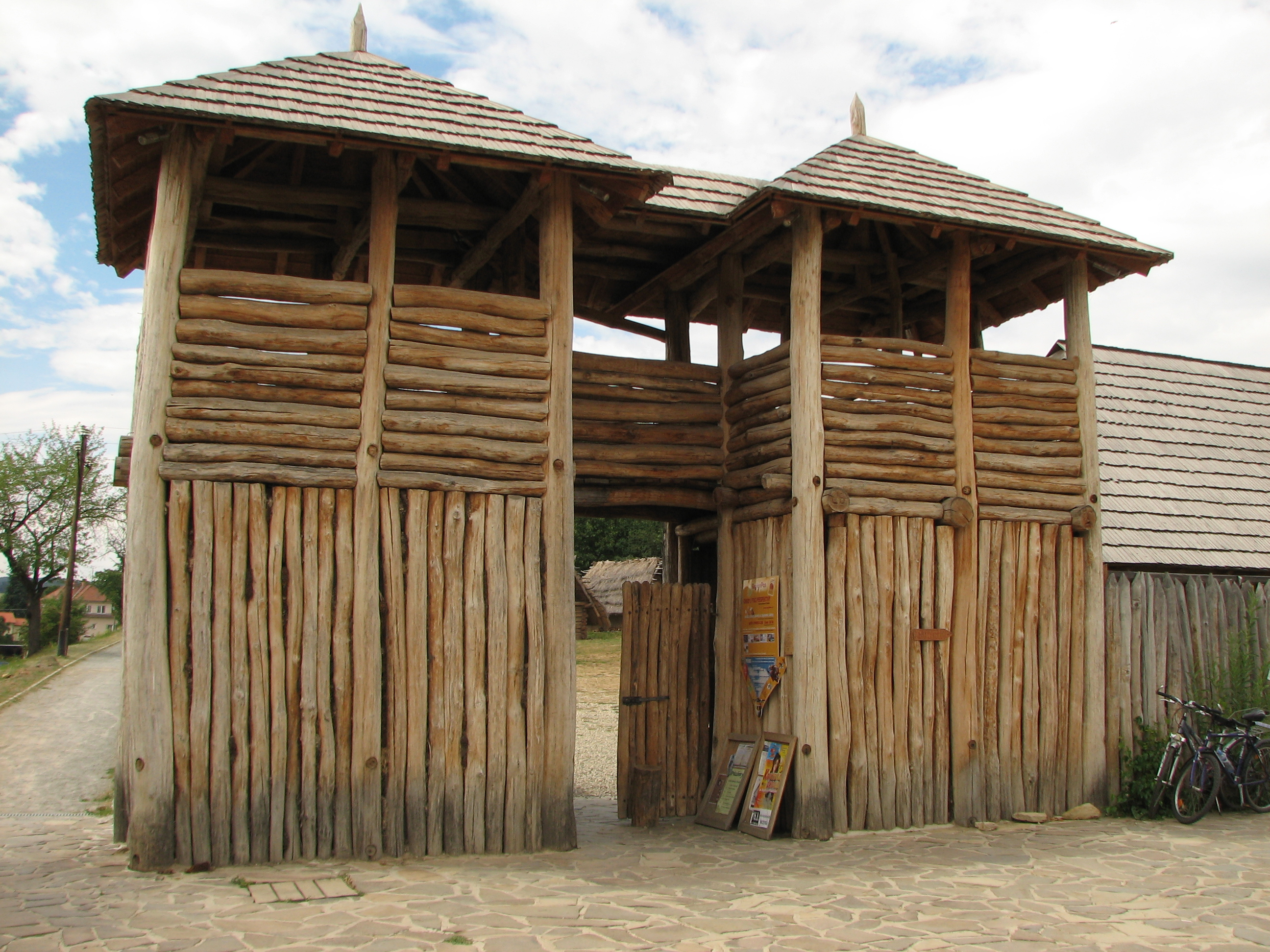
Vstupní brána do Archeoskanzenu v Modré – součást Slováckého muzea

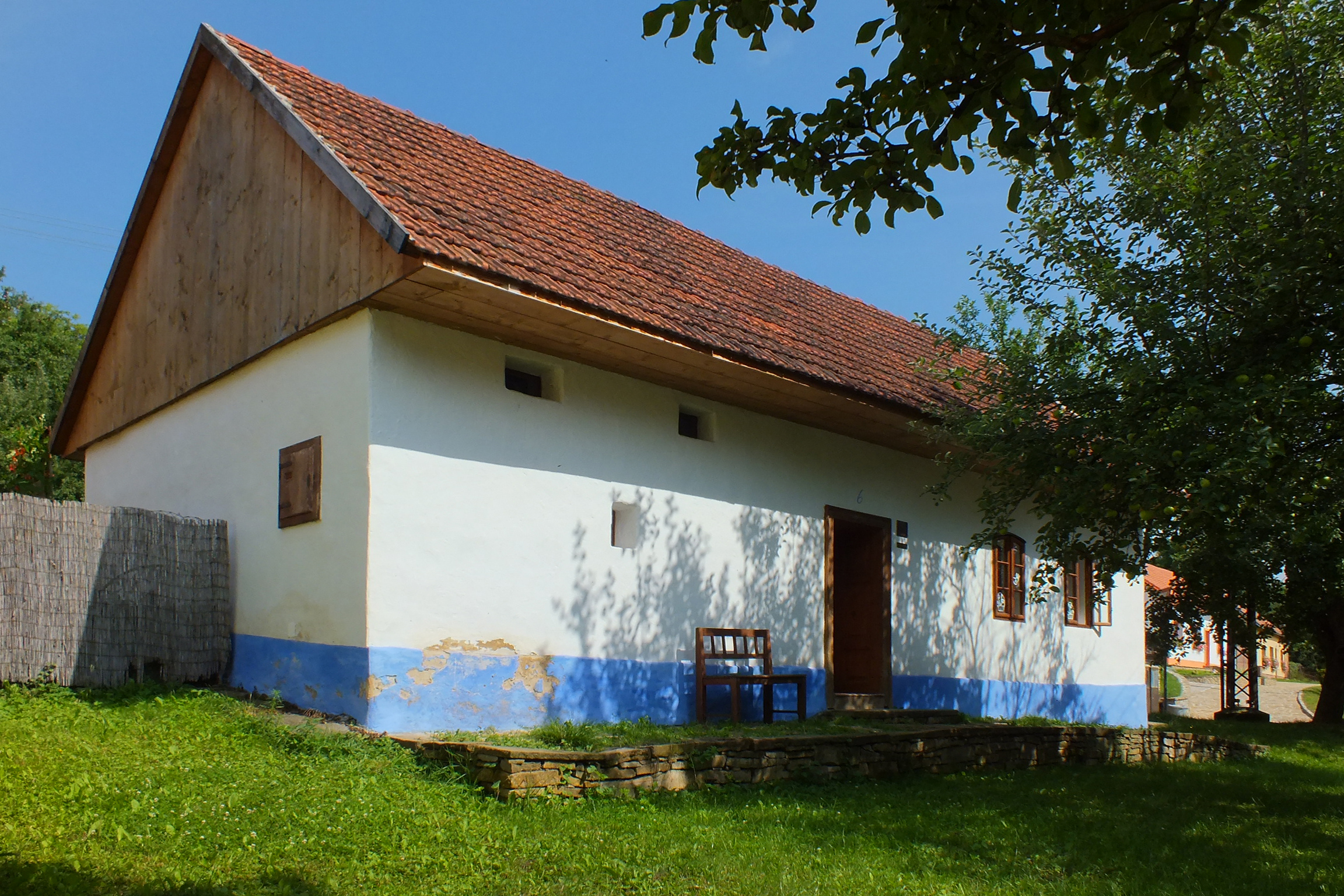
Obydlí zvěrokleštiče v Komni

- Centrum slovanské archeologie v Uherském Hradišti (pobočka Moravského zemského muzea v Brně)
- Karlovské muzeum ve Velkých Karlovicích
- Košíkářské muzeum v Morkovicích–Slížanech
- Městské muzeum Brumov-Bylnice
- Městské muzeum Bystřice pod Hostýnem
- Městské muzeum Slavičín
- Městské muzeum Valašské Klobouky
- Městské muzeum a galerie Holešov
  - Malé muzeum kovářství v Holešově
  - Šachova synagoga v Holešově
- Muzeum Bojkovska v Bojkovicích
- Muzeum dřevěného porculánu v Držkové
- Muzeum historických vozidel Zlín
- Muzeum Jana Amose Komenského v Uherském Brodu
  - Rolnický dům a hospodářství ve Vlčnově
- Muzeum jihovýchodní Moravy ve Zlíně
  - Baťovský domek ve Zlíně
  - Expozice na hradě Malenovice
  - Muzeum Luhačovického Zálesí v Luhačovicích
  - Obuvnické muzeum ve Zlíně
  - Ploština
- Muzeum Kroměřížska v Kroměříži
  - Památník Maxe Švabinského v Kroměříži
  - Expozice na zámku v Chropyni
  - Expozice lidového stavitelství v Rymicích
  - Památník Emila Fily v Chropyni
  - Větrný mlýn ve Velkých Těšanech
- Muzeum lesnictví a myslivosti Chřibů pod hradem Buchlov
- Muzeum na Svatém Hostýně
- Muzeum Napajedla
- Muzeum Ostrožská Lhota
- Muzeum Podhradí v Buchlovicích
- Muzeum regionu Valašsko ve Vsetíně
  - Expozice na zámku Vsetín
  - Hvězdárna ve Vsetíně
  - Expozice na zámku Kinských ve Valašském Meziříčí
  - Expozice na zámku v Lešné
  - Lapidárium Trojice ve Valašském Meziříčí
  - Muzeum bratří Křičků v Kelči
- Muzeum Rusava
- Muzeum řeznictví Valašské Meziříčí
- Muzeum Šumice
- Muzeum Tupeské keramiky v Tupesech
- Muzeum Zubří
- Muzeum živých gobelínů ve Valašském Meziříčí
- Památník Antonína Strnadla v Novém Hrozenkově
- Památník J. A. Komenského v Komni
  - Obydlí zvěrokleštiče v Komni
- Slovácké muzeum v Uherském Hradišti
  - Soubor lidových staveb v Topolné
  - Památník Velké Moravy ve Starém Městě
  - Letecké muzeum v Kunovicích
  - Muzeum lidových pálenic ve Vlčnově
  - Archeoskanzen v Modré
- Soukromé Mikuláštíkovo fojtství v Jasenné
- Valašské muzeum v přírodě v Rožnově pod Radhoštěm
- Virtuální muzeum v Ostrožské Nové Vsi

### Galerie
- Galerie Ateliér Z ve Vsetíně
- Galerie pod Soláněm
- Galerie Stará radnice ve Vsetíně
- Galerie Sýpka ve Valašském Meziříčí
  - Galerie Kaple ve Valašském Meziříčí
- Galerie V poschodí ve Vsetíně
- Galerie v Uherském Hradišti (při Slováckém muzeu)
- Krajská galerie výtvarného umění Zlín
- Valašský ateliér u Hofmanů

## Kraj Vysočina
- Alternátor – Ekotechnické centrum Třebíč
- Brána Matky Boží v Jihlavě
- Brdičkův vodní mlýn v Hamrech nad Sázavou (pobočka Technického muzea v Brně)
- Cekus Chotěboř
- Církevní muzeum Polná
- Dům Gustava Mahlera v Jihlavě
- Dům přírody Žďárských vrchů
- Evropské vojenské centrum leteckého maršála a armádního generála Karla Janouška v Jemnici
- Expozice Petra Mladoně v Mladoňovicích
- Expozice historie železniční dopravy v Telči
- Expozice kamenictví v Mrákotíně
- Expozice Městyse Dolní Cerekev
- Expozice místní dráhy Kostelec - Slavonice v Hodicích u Jihlavy
- Expozice Obecná škola v Radkově
- Expozice Telčské podzemí
- Genius loci v Kostelní Myslové
- Hasičské muzeum Číhošť
- Hasičské muzeum Heraltice
- Hasičské muzeum Přibyslav
- HLINÍKárium v Humpolci
- Horácké muzeum v Novém Městě na Moravě
- Hrad Kámen
- Huť Jakub v Tasicích, sklářský skanzen
- Literární památník Vysočiny v Tasově
- Letecké muzeum Koněšín[2]
- Malé muzeum Bible ve Starém Pelhřimově
- Malé Muzeum Malých Motocyklů v Bystřici nad Pernštejnem
- Malé předínské muzeum
- Metánovské muzeum – Kabinet profesora Hrona
- Městské muzeum Antonína Sovy v Pacově
- Městské muzeum Bystřice nad Pernštejnem
- Městské muzeum Kamenice nad Lipou
- Městské muzeum Ledeč nad Sázavou
- Městské muzeum v Náměšti nad Oslavou
- Městské muzeum Počátky
  - Rodný dům Otokara Březiny v Počátkách
  - Věž kostela sv. Jana Křtitele v Počátkách
- Městské muzeum Polná
- Městské muzeum Přibyslav
- Městské muzeum ve Velké Bíteši
- Městské muzeum Žirovnice
- Městské muzeum a galerie Svratka
- Místní muzeum Luka nad Jihlavou
- Mlynářské muzeum v Chadimově mlýně v Horních Dubenkách
- Modelové království ve Žďáru nad Sázavou
- Muzejní expozice v Brtnici
- Muzeum autíček v Přísece u Brtnice
- Muzeum Dr. Aleše Hrdličky v Humpolci
- Muzeum historických vozidel Humpolec
- Muzeum izolátorů a bleskojistek ve Dvořištích u Obrataně
- Muzeum Jaroslava Foglara na hradě v Ledči nad Sázavou
- Muzeum Kněžice
- Muzeum knihy – zrušeno v roce 2014[3]
- Muzeum kutilství v Polné
- Muzeum lidových kapel v Lesonicích
- Muzeum meteoritů ve Stonařově
- Muzeum mlynářství a venkovského života u Štěměch
- Muzeum modelů vojenské techniky v Třešti
- Muzeum nové generace ve Žďáru nad Sázavou
- Muzeum Otokara Březiny v Jaroměřicích nad Rokytnou
- Muzeum rakousko-uherského pivovarnictví v Dalešicích
- Muzeum rekordů a kuriozit v Pelhřimově
- Muzeum staré zemědělské techniky v Třebíči
- Muzeum strašidel v Pelhřimově
- Muzeum Světelska ve Světlé nad Sázavou
- Muzeum techniky Telč
- Muzeum Tesla v Třešti
- Muzeum v Kamenici u Jihlavy
- Muzeum v Nížkově
- Muzeum vah v Humpolci
- Muzeum Velké Meziříčí
- Muzeum veterán TATRA klub v Bystřici nad Pernštejnem
- Muzeum Vysočiny
  - Muzeum Vysočiny (pobočka Havlíčkův Brod)
    - Kostel sv. Rodiny v Havlíčkově Brodě

  - Muzeum Vysočiny (pobočka Jihlava)
    - hrad Roštejn
    - Muzeum betlémů Třešť
    - Muzeum v Telči

  - Muzeum Vysočiny (pobočka Pelhřimov)
    - hrad Kámen

  - Muzeum Vysočiny (pobočka Třebíč)
    - Muzeum řemesel Moravské Budějovice
    - Muzeum Jemnice
- Obecní muzeum Bory
- Pachtův Špejchar ve Stanovicích (pobočka Národního zemědělského muzea)
- Památník Antonína Sovy v Lukavci
- Památník Bible kralické v Kralicích nad Oslavou (pobočka Moravského zemského muzea)
- Památník Františka Bohumíra Zvěřiny v Hrotovicích
- Památník Jaroslava Haška v Lipnici nad Sázavou
- Památník Karla Havlíčka Borovského v Havlíčkově Borové
- Pamětní síň Františka Drdly ve Žďáře nad Sázavou
- Pamětní síň Františka Bernarda Vaňka – součástí Muzea Vysočiny Pelhřimov
- Pamětní síň Jana Kubiše v Dolních Vilémovicích
- Pamětní síň Jana Zrzavého v Krucemburku
- Pamětní síň Vincence Lesného v Komárovicích
- Pelhřimovské peklo
- Regionální muzeum města Žďáru nad Sázavou
  - Moučkův dům ve Žďáru nad Sázavou
  - Žďárská tvrz
- Regionální židovské muzeum Polná
- Rolnické muzeum manželů Kopečkových v Příložanech
- Rodný dům Bedřicha Václavka v Čáslavicích
- Rodný dům Josefa Hoffmanna v Brtnici (pobočka Moravské galerie v Brně)
- Řeznické muzeum Jana Pavlíčka v Náměšti nad Oslavou
- Selské muzeum Michalův statek v Pohledi
- Síň Lipských aneb První české MÚZYum v Pelhřimově
- Síň Pavla a Antonína Vranických v Nové Říši
- Síň rodáků v Jimramově
- Skanzen Zichpil v Humpolci
- Ski muzeum Slonek v Nové Městě na Moravě
- Synagoga v Třešti
- Synagoga v Nové Cerekvi
- Štáflova chalupa v Havlíčkově Brodě
- Telčský dům
- Včelařský skanzen v Humpolci
- Vlastivědné muzeum Dolní Krupá
- Zadní synagoga v Třebíči
- Zámek Budišov (pobočka Moravského zemského muzea v Brně)
- Zámek Habry
- Zámek v Kamenici nad Lipou (pobočka Uměleckoprůmyslového muzea v Praze)
- Zámek Světlá nad Sázavou

### Galerie
- Galerie 12 v Náměšti nad Oslavou
- Galerie Bernarda Bolzana v Těchobuzi
- Galerie Franta v Třebíči
- Galerie Goltzova tvrz v Golčově Jeníkově
- Galerie Jana Autengrubera v Pacově
- Galerie Jána Šmoka v Jihlavě
- Galerie Ladislava Nováka
- Galerie M v Pelhřimově
- Galerie M&K v Jihlavě
- Galerie Malovaný dům v Třebíči
- Galerie Michala Olšiaka ve Žďáru nad Sázavou
- Galerie Na Bahnech ve Víru
- Galerie Na Půdě ve Světlé nad Sázavou
- Galerie Půda v Jihlavě
- Galerie Sněžné
- Galerie Sýpka v Osové
- Galerie výtvarného umění v Havlíčkově Brodě
- Galerie Wimmer v Telči
- Galerie synagoga ve Velkém Meziříčí
- Horácká galerie v Novém Městě na Moravě
- JM Galerie ve Žďáře nad Sázavou
- Městská galerie Hasičský dům v Telči
- Oblastní galerie Vysočiny v Jihlavě
- Zámecká galerie Telč